# Wohn- und Wirtschaftsgebäude Klenkendorf 16

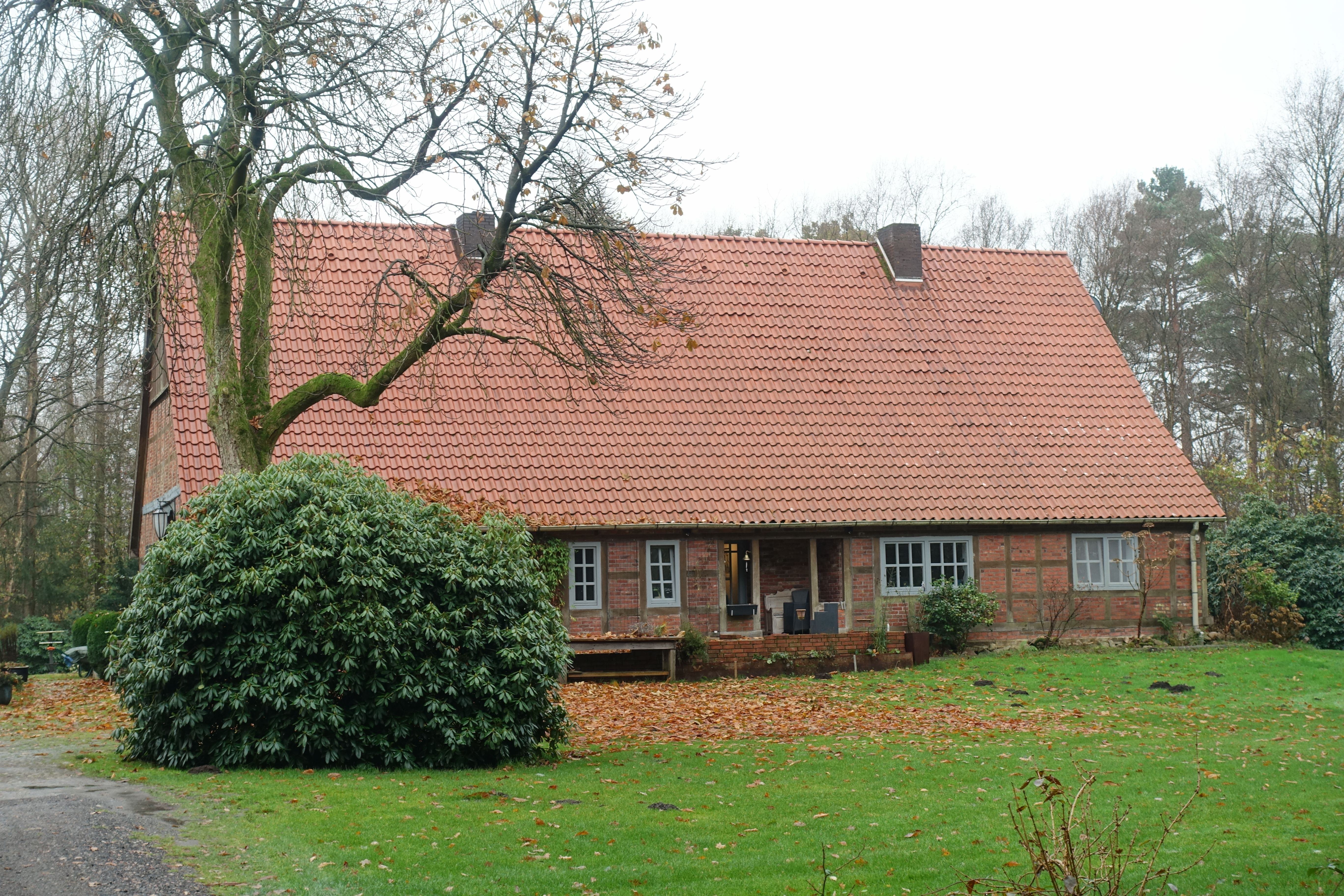
Nordwestfassade (2022)

Das Wohn- und Wirtschaftsgebäude Klenkendorf 16 in der niedersächsischen Gemeinde Gnarrenburg, Ortsteil Klenkendorf, wurde im 19. Jahrhundert gebaut. Aktuell (2025) wird es zum Wohnen und gewerblich als Kleine Galerie am Moor genutzt.
Das Gebäude steht unter Denkmalschutz (siehe auch Liste der Baudenkmale in Gnarrenburg).

## Geschichte und Beschreibung
Klenkendorf wurde als Moorkolonie 1823 durch Jürgen Findorff (dem Neffen des Moorkommissars Jürgen Christian Findorff) gegründet. Es liegt sechs Kilometer nordöstlich des Kernortes Gnarrenburg und gehört zum Landkreis Rotenburg (Wümme). Zur Findorffsiedlung Klenkendorf gehörten 28 Siedlungsstellen südlich des Oste-Hamme-Kanals und mit diesem Haus acht erhaltene denkmalgeschützte Wohn- und Wirtschaftsgebäude (Nr. 5, 8, 15, 16, 21, 22, 24 und 26).
Das eingeschossige traufständige Gebäude als Zweiständer-Hallenhaus in gleichmäßigem Fachwerk mit Steinausfachungen, ziegelgedecktem Satteldach, Uhlenloch, Ladeluke, senkrechter Verbretterung in den Giebeldreiecken und später verglaster Grooter Door mit Korbbogen, wurde nach 1823 im 19. Jahrhundert an einem Stichweg gebaut. 2010 richteten Eva Janschek und Jens Schröter aus Hamburg kommend hier die Kleine Galerie im Moor ein. Sie sind verbunden mit den Künstlern Ole West und Gerd Rehpenning.
Das Landesdenkmalamt befand u. a.: „… siedlungsgeschichtlichen Bedeutung, als Teil der Kulturlandschaft der Findorffschen Moorsiedlungen ….“